# 芥子山
芥子山（けしごやま）は、岡山県岡山市東区にある山である。標高は233メートル。

## 概要
山容は円錐形で「備前富士」の名がある。西に約１２キロ離れたところにある後楽園の借景の一つとなっている。山頂付近まで車道が通っており、遊歩道がありハイキングコースとして整備されている。山頂一帯は芥子山公園となっている。山頂からは岡山平野・児島湾・児島湖・児島半島・百間川などが一望できる。山腹にはブドウ・ナシなどの果樹園が広がっている。
山頂公園の北側と南側の岩場から、南北の眺望が素晴らしい。
南側の岩場は、隠れた初日の出スポットである。
北側の山道はマウンテンバイクのクロスカントリーコースとしても人気である。
西に延びる尾根上には大多羅寄宮跡（国の史跡）がある。また南東の山腹には西大寺会陽にゆかりの寺院・無量寿院がある。同院では、会陽の行事で用いられる宝木（しんぎ）の原木を西大寺からの使者に授与する「宝木取り」という儀式が行われる。
平成6年（1994年）11月に「新 西大寺八景」に選定された。

## 参考資料
- 現地説明板　岡山市/平成9年（1997年）3月設置

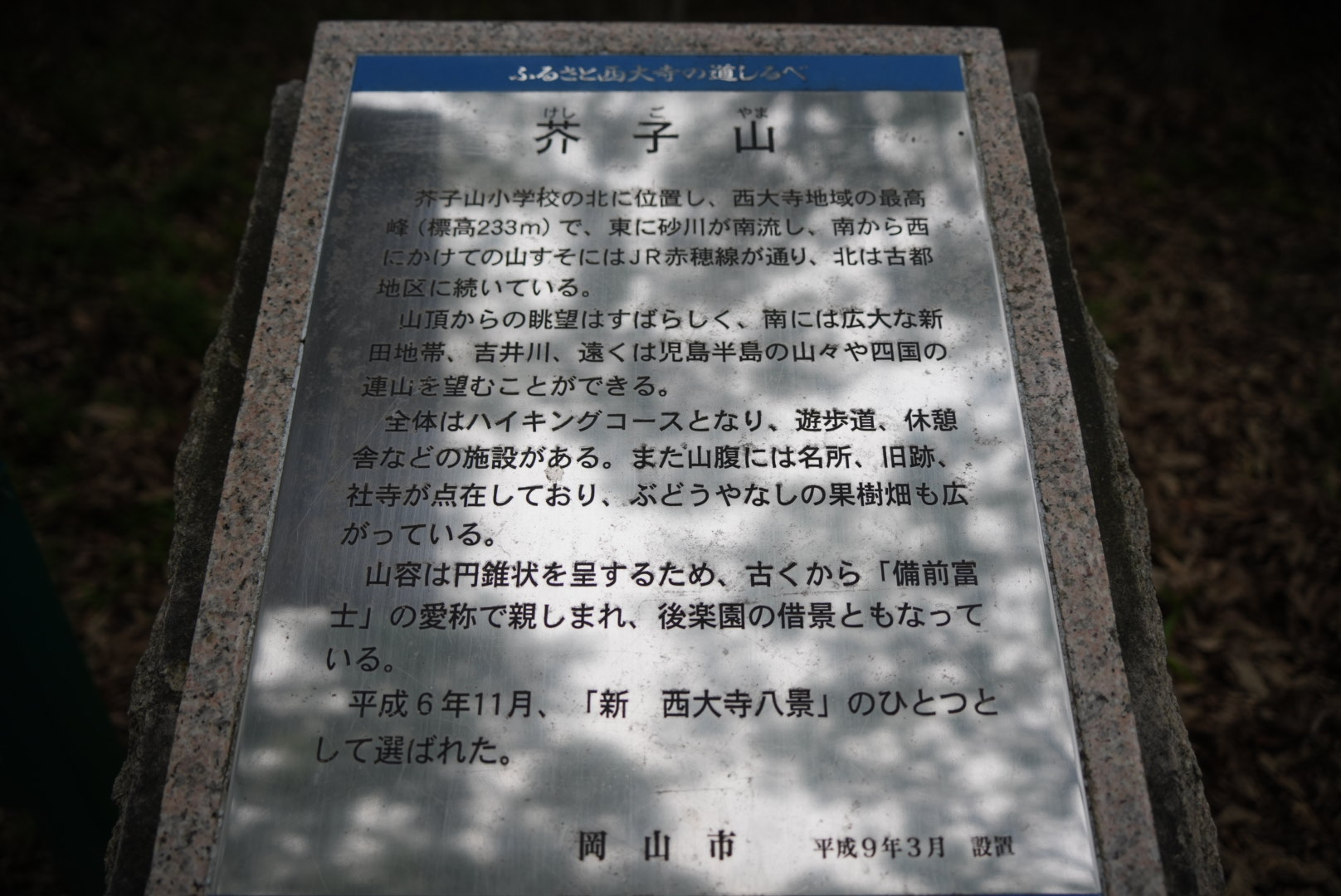
現地説明板